# روس باتلر
روس باتلر (بالإنجليزية: Ross Butler)‏ هو سياسي أسترالي، ولد في 10 أكتوبر 1943. حزبياً، نشط في حزب العمال الأسترالي. وقد انتخب عضو مجلس النواب تسمانيا من الجمعية.